# Pojat (singolo)
Pojat (finlandese: "I ragazzi") è un singolo della cantante pop finlandese Sanni, il secondo tratto dal secondo album di studio, Lelu. È stato pubblicato il 16 maggio 2015 attraverso la Warner Music Finland. Il brano prevede la partecipazione del rapper finlandese Tippa-T. È stato inoltre girato un video musicale del singolo ed è stato pubblicato il 16 maggio 2015.
Il singolo è entrato nelle classifiche finlandesi, raggiungendo la undicesima posizione in quella dei brani più venduti e quella sessantottesima in quella dei brani più mandati in onda in radio.

## Tracce
1. Pojat (feat. Tippa-T) – 3:23

## Classifica
| Classifica           | Massima posizione |
| -------------------- | ----------------- |
| Finlandia            | 11                |
| Finlandia (download) | -                 |
| Finlandia (radio)    | 68                |